# Charlotte Bonaparte
Charlotte Bonaparte, född 1802, död 1839, var en fransk prinsessa. 
Hon var dotter till Joseph Bonaparte och Julie Clary och brorsdotter till kejsar Napoleon Bonaparte. 
Hon gifte sig 1826 med sin kusin Charles Napoléon Louis Bonaparte. Äktenskapet hade arrangerats av hennes far som hoppades att stärka arvsrätten till den franska kejsartronen om dynastin Bonaparte någonsin återkom till makten, vilket vid denna tid inte ansågs omöjligt.
Hon studerade etsning och litografi i Paris med konstnären Louis Léopold Robert och några av hennes verk finns bevarade. Hon blev änka 1831, och avled i barnsäng efter ett förhållande med greve Potocki. 